# وسام علوي
الوِسَامُ العَلَوِيُّ الشَّرِيفُ هو وسام فخري مغربي، وعاشر وسام ملكي ضمن قائمة ترتيب الأوسمة الملكية المغربية، وأول وسام مغربي يهدف إلى مكافأة المزايا المدنية والعسكرية الاستثنائية، أنشأه السلطان مولاي يوسف في 11 يناير 1913 الموافق ل4 صفر 1331، مكان الوسام الحفيظي الذي أسسه السلطان المولى عبد الحفيظ في 7 أغسطس 1910. يُمنح الوسام العلوي من قبل ملوك المغرب لرؤساء البعثات الدبلوماسية وأعضائها ولشخصيات أخرى مكافأة لهم على ما أسدوه لصالح المملكة أثناء قيامهم بالواجب
يتميز الوسام بنجمة خماسية لها شارة في الأمام عليها نقش "الجلالة اليوسفية" باللغة العربية، وفي خلف الشارة صورة "المظلة الشريفة" التي تمثل رمز قوة السلطان المغربي. كان الوسام يقدم في البداية بشريط برتقالي فاتح، ثم تغير اللون في عام 1934 ليصبح برتقاليًا بحدود بيضاء.
يشبه الوسام العلوي وسام الاستحقاق الذي تمنحه القوات المسلحة الأمريكية.[بحاجة لمصدر]

## الإطار المنظم للوسام

### الدرجات
بموجب المادة 39 من الظهير الشريف يشتمل الوسام العلوي على خمس درجات:
- الحمالة الكبرى، وهي الدرجة الممتازة؛
- ضابط كبير، وهي الدرجة الأولى؛
- قائد، وهي الدرجة الثانية؛
- ضابط، وهي الدرجة الثالثة؛
- الفارس، وهي الدرجة الرابعة.

| الأوشحة (1913–1934) |      |      |           |                |
| فارس                | ضابط | قائد | ضابط كبير | الحمالة الكبرى |

| الأوشحة (1934–الحاضر) |      |      |           |                |
| فارس                  | ضابط | قائد | ضابط كبير | الحمالة الكبرى |

### التعيينات والترقيات
تباشر التعيينات والترقيات بظهير شريف كل سنة بمناسبة عيد العرش (30 يوليو). وينحصر عدد المحصلين بالوسام العلوي في الأعداد القصوى التالية:
- الدرجة الممتازة: 80
- الدرجة الأولى: 100
- الدرجة الثانية: 500
- الدرجة الثالثة: 2500
- الدرجة الرابعة: 3000.

تحدد بمرسوم حصص الأوسمة السنوية المخصصة للتوزيع على الوزارات وديوان الأوسمة حسب الأوسمة والدرجات، ويجب أن تناسب هذه الحصص الأعداد القصوى المحدد في المادة السابقة.
المادة 48 يمكن أن تباشر تعيينات وترقيات خارج التاريخ المحدد في المادة 45 أعلاه مكافأة على خدمات جليلة، أو بمناسبة ظروف استثنائية.
المادة 49 لتعيين شخص في الدرجة الدنيا من أي وسام وطني، يجب أن يكون الشخص بالغا سن الرشد، متمتعا بحقوقه المدنية والسياسية. ولا يمكن أن يرقى أحد إلى درجة أعلى إلا إذا كان متوفرا على أقدمية عشر سنوات. غير أنه مخالفة الشروط المنصوص عليها في هذه المادة إذا أثبت المرشح قيامه بخدمات استثنائية، ووافق مجلس الأوسمة على هذه الترقية.
المادة 50 يجب أن يكون الترقي في أحد الأوسمة مكافأة على استحقاقات جديدة، لا عن استحقاقات سبقت المكافأة عليها.
المادة 51 يوجه الوزراء اقتراحاتهم إلى رئيس ديوان الأوسمة في فاتح أبريل من كل سنة.
المادة 52 يشفع كل اقتراح بمذكرة تتضمن الأسباب المبررة له، وببطاقة شخصية للحالة المدنية وورقة من سجل السوابق العدلية يقل تاريخهما عن شهرين. ويجب أن تكون المذكرة المقدمة مطابقة للنموذج الملحق بظهيرنا الشريف هذا ومشفوعة عند الإقتضاء برأي مختلف الوزراء الذين كان المرشح تابعا لهم وبرأي وزير الخارجية إذا كان المرشح مقيما بالخارج.
المادة 53 بمجرد ما يتوصل رئيس ديوان الأوسمة بالإقتراحات، يتولى على الفور فيما يخص كل حالة إجراء بحث عن سيرة المرشح والإجازات التي يحملها، ويبعث بالملف بعد ذلك إلى مجلس الأوسمة لإبداء الرأي.

### أحكام خاصة
يمكن أن يصدر في حالة حرب أو في ظروف مماثلة لعمليات حرب، ظهير شريف يؤذن بموجبه لفترة لا تتجاوز مدة العمليات المشار إليها أعلاه، التعيين والترقي في درجات الأوسمة لفائدة العسكريين وأشباههم، عن طريق التقييد في جدول خاص، لا تجرى عليه القواعد المحددة، ولا شروط القبول المبينة في المواد أعلاه. ويعرض هذا الجدول الخاص، في أجل لا يتجاوز ستة أشهر، على مجلس الأوسمة للتحقق منه، ولا يصبح نهائيا إلا بعد المصادقة عليه بظهير شريف. وتلغى بنفس الكيفية ترشيحات التعيينات والترقيات غير المقبولة.

### التعيين في الجوقة
تسلم األوسمة من طرف الملك مباشرة، أو باسمه وبتفويض منه من طرف:
- الوزير الأول
- الوزراء المعنيين بالأمر
- مديري دواوين الملك
- رئيس ديوان الأوسمة
- السفراء في البلدان األجنبية.

كما يمكن لمن ذكروا، أن يفوضوا شخصية سامية، مدنية أو عسكرية، لتنوب عن الملك في تسليم الوسام، بشرط أن تكون حاصلة على وسام يعادل على الأقل الدرجة الممنوحة.
المادة 61 الأوسمة شخصية ولا تنقل عن طريقة الوراثة.
المادة 62 لا يعتبر أحد محرزا أحد أوسمة المملكة قبل تسلمه براءة تعيينه أو ترقيته، و لا يسوغ لأحد أن يحمل الوسام الممنوح له قبل تسلم براءته. وإذا ضاعت لأي موسم براءة وسامه، وجب عليه الاتصال مباشرة بمديرية ديوان الأوسمة للإخبار بهذا الضياع في رسالة موقعة من طرف المعني بالأمر، ومصادق عليها من لدن الجهة المختصة بتصحيح الإمضاءات، قصد الحصول على نسخة منها.

## الموشح(ون/ات)

### درجة الحمالة الكبرى

#### 1916
- هنري غورو: المقيم العام لفرنسا في المغرب بالنيابة.

1920
- مصطفى الدنقزلي: وزير القلم التونسي.

1926
- خوسي سانخورخو: المفوض السامي لإسبانيا في المغرب.

1927
- سي أحمد الجاي: وزير الأحباس المغربي.
- عمر التازي: وزير الأملاك المخزنية.

1929
- الهادي الأخوة: وزير القلم التونسي.
- يوسف قدجوج: مدير ديوان باي تونس.
- محمد بلخوجة: حاكم بنزرت.

1931
- لوثيانو لوبيز فيرير: المفوض السامي لإسبانيا في المغرب.

1941
- تشارلز بلاتون: أميرال فرنسي.

1943
- دوايت أيزنهاور: جنرال أمريكي.
- جورج مارشال: رئيس أركان جيش الولايات المتحدة.
- جورج باتون: جنرال أمريكي.

#### 1957
- ادواردو جونزاليس: وزير الجو الفرنسي.

#### 1988
- ويليام هنري درابر الثالث: مدير برنامج الأمم المتحدة الإنمائي[7]

#### 2003
- جيمس وولفنسون: رئيس البنك الدولي سابقا.[8]
- إيزابيل أليندي: رئيسة مجلس النواب بجمهورية التشيلي[9]

#### 2004
- خليفة بن سلمان آل خليفة: رئيس وزراء مملكة البحرين.[10]
- محمد الداودية: سفير الأردن بالمغرب.

#### 2006
- سيريوات سوتيغازام: سفير التايلاند بالمغرب.[11]

#### 2007
- أحمد بن بلة: الرئيس الجزائري سابقا.[12]

#### 2008
- دومينيك ستراوس كان: المدير العام لصندوق النقد الدولي.[13]
- ارمون دو ديكير: رئيس مجلس الشيوخ البلجيكي سابقا.[14]

#### 2009
- كوبينا عنان: سفير غانا بالمغرب.[15]
- بوليت بريز بيار: الرئيسة السابقة لمجموعة الصداقة البرلمانية المغربية الفرنسية.
- حسن عبد القادر عبد الرحمان: سفير فلسطين بالمغرب.

#### 2010
- روبرت زوليك: رئيس البنك الدولي.[16]
- جوزيف بلاتير: رئيس الإتحاد الدولي لكرة القدم.[17]

#### 2011
- الوليد بن طلال بن عبد العزيز آل سعود: مستثمر ورجل أعمال سعودي من العائلة الملكية.[18]‘[19]

#### 2012
- تيموثي كولين موريس: سفير المملكة المتحدة لبريطانيا العظمى وإيرلندا الشمالية.[20]
- صقر بن مبارك المنصوري: سفير قطر بالمغرب.[21]

#### 2013
- أبو بكر محمد حفني: سفير مصر بالمغرب سابقا[9][22]
- جان-لوك بودسن: سفير بلجيكا بالمغرب.[23]
- كليفورد نيي أمون كوتير: سفير غانا بالمغرب.[24]
- موسى بن حمدان الطائي: سفير عمان بالمغرب.

#### 2014
- كوندالي براشيمدهيت: سفيرة التايلاند بالمغرب سابقا.[25]
- محمد بن عبدالرحمن البشر: سفير السعودية بالمغرب.[21]
- جاك لانغ: زير الثقافة الفرنسي الأسبق،ورئيس معهد العالم العربي بباريس[26]‘.[27][28]
- توساري ويدجاجا: سفير إندونيسيا بالمغرب.[23]
- توماني دجيمي ديالو: سفير مالي بالمغرب سابقا.[29]

#### 2015
- بيرتراند لويس: سفير سويسرا في المغرب[30]
- فيتولد سبريدوفيتش: سفير بولونيا بالمغرب.
- شارل فريز: سفير فرنسا بالمغرب سابقا.[31]
- كريستينا هارتيل: سفيرة فنلندا بالمغرب سابقا.[32]

#### 2016
- رايموند إل كونر: رئيس بوينغ.[33]
- ميكاييلا فرونكوفا : سفيرة جمهورية التشيك في المغرب بعد انتهاء مهامها في المملكة.[34]
- خوسيه لويس ثباتيرو : رئيس الحكومة الإسبانية سابقا.[34]‘[35]
- العصري سعيد احمد الظاهري: سفير الإمارات العربية المتحدة في المغرب.[36]‘[6]
- سيمونا ايوان: سفيرة رومانيا بالمغرب سابقا.[37]‘[38]
- سفير الكويت بالمغرب سابقا.[39]
- بيير بيرجي: رئيس مؤسسة “حدائق ماجوريل”[40]‘[41]

#### 2019
- عبد الله بن فلاح بن عبد الله الدوسري: سفير قطر بالمغرب.
- أوسمان أمادو سي: سفير مالي بالمغرب.
- جان فرانسوا جيرو: سفير فرنسا بالمغرب[42]
- بوريانا إيفانوفا سيميونوفا: سفيرة بلغاريا في المغرب[43]‘.[44]
- عبد الله بن عبيد بن سنور الهنائي: سفير عمان بالمغرب سابقا.[45]

#### 2020
- سلادجانا بريكا تافشوفسكا: سفيرة صربيا بالمغرب سابقا.[46]
- ماريا ريتا دا فرانكا سوزا فيرو ليفي كوميز::سفيرة البرتغال السابقة بالمغرب.[27]

#### 2021
- أوسكار رودولفو بينيتيز إستراغو: سفير الباراغواي بالمغرب.[47]‘[48]
- فرناندو كولور: الرئيس البرازيلي الأسبق.[49]

#### 2023
- جوليو بيتيلي: سفير البرازيل بالمغرب سابقا.[50]
- كلاوس كوغلر: سفير النمسا بالمغرب سابقا[51]
- سعيد بن محمد البرعمي: سفير عُمان بالمغرب سابقا.[52]

#### 2024
- نيل ستيوارت: سفيرة كندا السابقة بالمغرب.[53]
- محمد عبد الرسول: سفير تشاد السابق بالمغرب.[18]

### رتبة ضابط كبير

#### 1999
إيميليو مارتينيز روصاليص: رئيس مجلس النواب الكولومبي

#### 2006
- خوصي مانويل دوكارفالو لاميراس: سفير البرتغال بالمغرب سابقا.

#### 2008
- دافيد ميساس: الحاخام الاكبر لباريس.
- هانس ديكستال: نائب سابق للوزير الأول ووزير الداخلية الهولندي.[54]
- رودولف بوت: وزير خارجية هولندا سابقا.

#### 2009
- يو جونغ هي: سفير كوريا الجنوبية بالمغرب.

#### 2010
- ريمون سافيا مفتش عام بالشرطة الوطنية الفرنسية سابقا[55]
- عثمان بن سمين: سفير ماليزيا بالمغرب[56]

#### 2013
- مالكولم هونلاين: نائب الرئيس التنفيذي لمؤتمر رؤساء كبريات المنظمات اليهودية الأمريكية.[57]
- توشي نوري ياناغيا: سفير اليابان بالمغرب.

#### 2014
- نافي بيلاي: مفوضة الأمم المتحدة السامية لحقوق الإنسان.[58]‘[59]

#### 2015
- فولفغانغ أنغيرهولزر: سفير النمسا في المغرب.

#### 2016
- رونالد جيرار ستريكر: سفير هولاندا بالمغرب بعد انتهاء مهامه في المملكة.[34]
- خوسي غوتييريث ماكسويل: سفير الأرجنتين بالمغرب سابقا.[60]

#### 2017
- كارلوس مانويل ألفريدو بيلاسكو مينيديولا: سفير البيرو بالمغرب سابقا.[61]
- كارلوس تشارمي سيلفا: سفير الشيلي بالمغرب سابقا.[62]
- لويس ماريا ليند: والي البنك المركزي الإسباني.
- دوايت بوش: سفير الولايات المتحدة الأمريكية بالمغرب سابقا.[63]

#### 2018
- زفونيمير فركا بيتيسيك: سفير كرواتيا بالمغرب سابقا.[64]
- سوفورن فولماني: سفير تايلاند بالمغرب سابقا.[65]

#### 2019
- ماريك زيولكوفسكي: سفير بولونيا بالمغرب سابقا.[66]
- ماسيمو بادجي: سفير سويسرا بالمغرب سابقا
- جوزي هامبيرتو دو بريتو كروز: سفير البرازيل بالمغرب سابقا

#### 2020
- أليكس جيجر صوفيا: سفير الشيلي بالمغرب سابقا[67]
- تران كوك ثوي: سفير الفيتنام بالمغرب.[68]
- ييشي تامرات بيتيو: سفيرة إثيوبيا بالمغرب سابقا.[69]‘[33]
- أدهم بركان أوز: سفير تركيا بالمغرب سابقا.[70]‘[26]

#### 2023
- أشرف إبراهيم أحمد إبراهيم: سفير مصر بالمغرب سابقاً
- حازم الخطيب: سفير الأردن بالمغرب سابقا.[71]‘[22]

### درجة قائد

#### 1991
- توفيق رشمان سوداربو: سفير إندونيسيا بالمغرب.[72]

#### 2006
- بارك جاي سون: سفير كوريا بالمغرب سابقا.
- كارمين سيلفان: سفيرة كندا بالمغرب.[73]
- نبيل الشريف: سفير الاردن بالمغرب.[20]

#### 2008
- دياكيتي فاتوماتا ندياي: وسيطة جمهورية مالي.[74][75]
- باولو دوماس: مدير المعهد الهولندي بالرباط.
- فان تانتيران أمريكا: رئيسة الرابطة الفرنسية.

#### 2010
- سعيد حميد الجاري الكتبي: سفسر الإمارات العربية المتحدة في المغرب.[76]
- وليد فيصل الفهيد: المدير العام للمجموعة المغربية-الكويتية للتنمية.[77]
- أحمد ولد حمزة: رئيس مجموعة نواكشوط الحضرية[78]

#### 2011
- مانويل فالس: نائب برلماني فرنسي.[79]
- باتريك كرون الرئيس المدير العام لمجموعة “ألستوم”[80]‘.[81]

#### 2012
- جاك بورديون: المسؤول السابق بالمكتب الوطني للري٬ والذي ساهم في إعادة إعمار أكادير.
- جاك ديشان: مهندس رئيسي سابق بوزارة الأشغال العمومية بالرباط.
- تانكي إيدول: سفير تركيا السابق بالمغرب[82]
- تسنيم أسلام: سفيرا باكستان في المغرب.

#### 2013
- جاكلين بوا : موظفة بالقصر الملكي.[83]
- مارك فونتر: المدير العام المنتدب لمجموعة "سافران".
- بيرجوريو كيروبيني: سفير إيطاليا السابق في المغرب.[84]
- عبد العزيز عبد الرحمن تركي السبيعي: سفير قطر السابق بالمغرب.[85]
- فرانسيس غوري: المدير العام لمنظمة العالمية للملكية الفكرية.[86]

#### 2014
- إيرينا بوكوفا: المديرة العامة للمنظمة العالمية "اليونسكو".[87]
- محمد "مو" إبراهيم: رجل أعمال ومقاول رئيس مؤسسة "مو إبراهيم من أجل حكامة جيدة بإفريقيا".
- ممادو ديانا نداي: مستشار خاص لرئيس جمهورية السينغال في ميدان الاستثمارات الاستراتيجية وعضو الاتحاد الاقتصادي الدولي بجامعة "هارفارد".
- موموني دجيرماكوي عبد اللاي: سفير النيجر بالمغرب.[88]
- مصطفى حمدان: سفير لبنان بالمغرب.
- محمد ولد الطلبة: سفير موريتانيا بالمغرب سابقا.[89]
- محمد ولد معاوية: سفير موريتانيا بالمغرب سابقا.
- لامين كابا باجو: سفير غامبيا بالمغرب سابقا.[90]

#### 2015
- جوفري وستون: خبير دولي في خدمة الخطوط الملكية المغربية[91]‘.[92]
- هاني شاكر: فنان مطرب مصري.[93]
- حسين الجسمي: فنان مطرب إماراتي.[94]‘[24]
- مصعب العنزي: شاعر ومنتج فني.
- خوسي دي كاربخال ساليدو: سفير إسبانيا في المغرب سايقا.[31]
- أوغور أرينار: سفير تركيا السابق بالمغرب[95]
- كليف ألديرتون: سفير المملكة المتحدة لبريطانيا العظمى وإيرلندا الشمالية في المغرب.
- ميكاييل لوند جيبسين: سفير الدانمارك في المغرب.
- أمين أحمد محمد أبو حصيرة: سفير فلسطين في المغرب.
- أرثور شناير: رئيس “أبيل أوف كونسينس فونديشن”[96]
- تيموثي دولان: أسقف نيويورك.
- ديميتريوس: رئيس الأساقفة للكنيسة اليونانية الأرثوذكسية في أمريكا الشمالية
- محمد ماجد: رئيس الجمعية الإسلامية لأمريكا الشمالية.
- بروس لوستيغ: المجمع العبراني لواشنطن.[97]
- ثيودور كاردينال ماكريغ: الأسقف الفخري للعاصمة الفيدرالية الأمريكية.
- طالب.م شريف:: رئيس (نايشونز موسك)، مسجد محمد بواشنطن.

#### 2016
- محمد أحمد حسين: مفتي القدس يتميز بدعمه لأعمال لجنة القدس بالمدينة المقدسة.[34]
- اسماعيل كثادارا: مرافق الملك محمد الخامس بمدغشقر.[98]
- مونيرول إسلام: سفير بنغلاديش بالمغرب سابقا.[99]

#### 2017
- لوك شاتيل: رئيس مجموعة الصداقة الفرنسية المغربية الجمعية الوطنية الفرنسية.[100]

#### 2019
- كريسانتوس أوباما أوندو: سفير غينيا الاستوائية بالمغرب سابقا.
- ماريا فيرناندا كاناس: سفيرة الأرجنتين في المغرب[101]

#### 2020
- بابا غاربا: سفير نيجيريا بالمغرب.[102]

#### 2021
- دارم بونطام: سفير التايلاند بالمغرب سابقا.[103]‘[104]
- لي لي: سفير المغرب بالصين.[105]
- ديفيد فيشر: سفير الولايات المتحدة الأمريكية بالمغرب.[106]
- بيرنيس أوين جونز: سفيرة أستراليا بالمغرب سابقا.[107]

#### 2022
- تاكاشي شينوزوكا: سفير اليابان السابق بالمغرب.[108]
- محمد الأمين ولد آبي ولد الشيخ الحضرامي: سفير موريتانيا السابق بالمغرب.[28]

#### 2023
- مونيكا ريتانا: سفيرة غواتيمالا بالمغرب سابقا.[109]

### درجة ضابط

#### 2008
- هانز فان بالين: الناطق الرسمي للجنة البرلمان الأوروبي للشؤون الخارجية و نائب رئيس حزب تحالف الليبراليون والديمقراطيون من أجل أوروبا.
- محمد عيسى العدوان: مدير عام مركز التوثيق الملكي الأردني.[110]
- دافيد ميساس: الحاخام الأكبر لباريس.
- اوغوست اويتكير: المسير الشريك لمجموعة "أوتكر" الألمانية.[111]
- جون فان اميجدان.
- جاكوب فان ديرفيس.
- كوس كرويت.
- لورينثو سيلبا: مترجم. إسباني.
- إمنول أريس: ممثل إسباني.[112]
- جوستابو دي آريستيجي: المتحدث باسم العلاقات الخارجية بالحزب الشعبي المعارض[113]

#### 2010
- جان بول إيرتمان: رئيس مدير عام مجموعة “سافران” المتخصصة في الطيران والدفاع والأمن.
- سيرج بينا: الرسام الفرنسي مؤلف كتابي “فاس مدينة الأنوار” و”المغرب لوحة الأنوار”.

#### 2011
- مارك ميمرام: مهندس قنطرة الحسن الثاني.[114]

#### 2012
- برتران بيكار : ربان ومستكشف شارك في تطوير الطائرة الشمسية "سولار إمبلس" وقيادتها.[115]
- أندريه بورشبيرج : ربان ومؤسس الطائرة الشمسية "سولار إمبلس".[115]
- كريستيان إيستيف: الرئيس السابق للمنطقة الأورو متوسطية لمجموعة "رونو"[116]
- جاك شوفييه: الرئيس السابق للمنطقة الأورو متوسطية لمجموعة رونو.
- جيرار دوتوربي: مدير برنامج "لوغان العالم" بمجموعة "رونو".
- كريستوف شابيرت: رئيس المفاوضين للاتفاق الاطار بين المملكة المغربية ومجموعة رونو.
- ميشيل فيفر دوبوز: مدير عام رونو المغرب.
- إدوارد أرماليت: مدير عام رونو طنجة.

#### 2013
- السيدة "دومينيك سيرا" : المؤسسة لسباق السيارات "تروفي أوتوموبيل دي غازيل".[83]
- أماني أبو زيد : الممثلة المقيمة لبنك الإفريقي للتنمية بالمغرب.[57]
- تييري فيفريي: رئيس شركة "زودياك آي روسبيس- المغرب" والمدير الصناعي لمجموعة "زودياك",
- برونو كوت: المدير العام المساعد بمجموعة "سافران".
- جان لويس كولديرس: المدير العام لشركة "ليزي آيروسبيس".

#### 2014
- بيير أنطونيو بانزيري: عضو البرلمان الأوروبي رئيس سابق للمندوبية الأوروبية للعلاقات المغاربية.
- روبيرت شاستيل طبيب ومؤلف كتاب "الرباط.. مصير مدينة ونزوات نهر".
- بولين دومازيير، مؤسسة رواق الفنون "الورشة" بالرباط.
- فانيسا برانسون: مؤسسة بيناليه مراكش.
- إليزابيث بوشي بوهلال: فنانة وجامعة للتحف الفنية.
- لوسيان آمييل: مدير رواق "فنيس كادر" بالدارالبيضاء.

#### 2015
- إيف برانسون: فاعلة في العمل الخيري[117]‘.[118]
- خوسيه ألبيرتو أليغريا: القنصل الفخري للمغرب بألغاربي.[119]
- جون لوك مارتينيز الرئيس- مدير متحف اللوفر.[120]
- دليلا أروخو: كاتبة الدولة في الشؤون الداخلية البرتغالية سابقا.[121]

#### 2016
- شارل سان برو : باحث مختص في العالم العربي والإسلام.[34]
- هنري لويس فيدي : باحث وأستاذ جامعي فرنسي، صاحب عدة مؤلفات حول المملكة المغربية.[34]
- ويليام هينيكي الرئيس المدير العام لمجموعة مينور[122]‘[123]

#### 2018
- كريستوف بوكيل: المسؤول عن الأقسام التحضيرية بثانوية التميز ابن جرير بالرحامنة.[124]

#### 2020
- ييشي تامرات بيتيو: سفيرة إثيوبيا بالمغرب سابقا.[125]
- بانايوتيس ن. ساريس: سفير اليونان بالمغرب سابقا.[126]

#### 2021
- دانييلا بازافان: سفيرة رومانيا بالمغرب سابقا.[127]
- بربرا بريغاتو: سفيرة إيطاليا بالمغرب سابقا.[29]

### درجة فارس

#### 2010
- فيرمنا سواريس غارثيا: ممرضة ومساعدة اجتماعية بالمركز الاستشفائي الجهوي بالحسيمة
- رفائيلا ديل كامبو ماسويلا: ممرضة ومساعدة اجتماعية بالمركز الاستشفائي الجهوي بالحسيمة
- دوس رييس غايو ماريا: ممرضة ومساعدة اجتماعية بمركز للا مريم لحماية الطفولة بالرباط .

#### 2014
- يانيك لينتز: مدير قسم الفنون الإسلامية في م ومتحف اللوفر في باريس.

#### 2019
- مارغريث أوبانك: مديرة مجلة 'بانيبال' البريطانية.[128]
- بسام الكردي: مسؤول منشورات المركز الثقافي العربي بالدار البيضاء.

#### 2021
- ناتاشا ديشانت : الملحق العسكري بالسفارة الفرنسية بالرباط.[129]